# Tableau Fine Arts Magazine
Tableau Fine Arts Magazine is een sedert 1978 verschijnend Nederlands onafhankelijk  tijdschrift over beeldende kunst. Uitvoerige artikelen over oude meesters en moderne en hedendaagse schilderkunst, fotografie, design en andere uitingen van kunst komen in iedere aflevering aan bod. Diverse rubrieken met bijzondere onderwerpen en informatie over Art & Finance.
Tableau heeft eigen correspondenten en kunstexperts in New York, Londen, Parijs en Brussel.  Tableau maakt melding van exposities in musea, kunsthandels en galeries, en de interessantste beurzen in binnen- en buitenland. Daarnaast brengt Tableau fotoreportages over en interviews met kunstprofessionals, kunstexperts en collectioneurs binnen de kunstwereld.
Het tijdschrift Tableau Fine Arts Magazine wordt vanaf 1 januari 2019 uitgegeven door de Stichting Lenthe in Amsterdam en verschijnt vier keer per jaar. Het magazine is een onderdeel van Tableau Fine Arts Media. Van dit kunstplatform kan men lid worden via Amis de Tableau (vrienden) en Societe de Tableau (voor bedrijven). Sinds september 2019 heeft Tableau het Tableau Fonds opgericht. Dit fonds is opgericht ter ondersteuning van kunstenaars en presentatie instellingen voor een billijk honorarium.